# Gone (Buffy the Vampire Slayer)
Gone es el decimopriemer episodio de la sexta temporada de Buffy the Vampire Slayer.
Si bien una visita de una trabajadora social que duda de la tutela que la cazadora tiene bajo Dawn es desconcertante, las cosas empeoran cuando Buffy es accidentalmente golpeada con el rayo de invisibilidad de Warren, Jonathan y Andrew. 

## Argumento
En casa de Buffy (Sarah Michelle Gellar) están recogiendo todos los objetos de magia de Willow (Alyson Hannigan), incluyendo las velas. Hay dos cristales que Tara se dejó y que Buffy se encargará de devolvérselos. Entre los cojines del sillón encuentra un encendedor de Spike.
Por su parte, El Trío está trabajando en el sótano con la pieza que necesitaban para completar su rayo de invisibilidad. El arma puede hacer aparecer y desaparecer objetos.
Spike (James Marsters) se aparece cubierto con una manta para protegerse del sol: se dejó algo olvidado. Willow sube a su habitación para dejarlos solos. Buffy y Spike discuten y cuando aparece Xander (Nicholas Brendon) en la cocina, los encuentra juntos. Xander le dice que deje de acosar a Buffy.
Xander se lleva a Dawn (Michelle Trachtenberg) al Instituto y Buffy se encuentra con una mujer que trabaja para los servicios sociales. Esta le pregunta si Spike duerme en la casa, pero Buffy dice que vive sólo con su hermana. En ese preciso momento, Willow le dice desde arriba que no se encuentra bien y que va a dormir un poco. La mujer de los servicios sociales decide que ya ha visto suficiente y que, si no hay mejoras, hará lo que sea necesario en beneficio de Dawn.
Spike no se había marchado pero Buffy rechaza su ayuda y se encierra en el cuarto de baño, donde empieza a cortarse el pelo. Decide ir a una peluquería y, cuando sale de allí, es alcanzada por el rayo del arma del trío. Estaban discutiendo sobre cómo utilizarla y han vuelto invisible a Buffy.
En la tienda de magia, Xander y Anya (Emma Caulfield) organizan las mesas del banquete. Ella quiere invitar a su exjefe a la boda y Buffy le da la razón. Xander le pregunta si últimamente se ha sentido ignorada, pero no tiene nada que ver con Marcie. Acaba hablando con Anya sobre su nuevo peinado. La pareja empieza a hablar sobre posibles teorías y Anya considera que Buffy podría tener más ventaja en su trabajo como Cazadora.
Tras algunas bromas Buffy acaba en las oficinas de los servicios sociales. La mujer que la visitó por la mañana es su objetivo y termina logrando que el jefe de ésta le retire los casos en los que trabajaba. Buffy sale satisfecha de las oficinas. Willow investiga la zona donde ocurrieron los hechos. Encuentra que algunos objetos son invisibles y hay huellas de ruedas.
En la cripta, Spike está viendo una telenovela cuando la puerta se abre de golpe. Él mira desconcertado para todos lados intentando mostrarse amenazador. Buffy lo lleva contra la pared y le abre la camisa de un tirón. Xander y Anya están investigando en la tienda, Anya toca distraídamente el cono que está sobre la mesa y ve que parte de él se deshace al contacto. Sea lo que sea lo que lo provocó, tendrá los mismos efectos en Buffy en poco tiempo.
Xander va a ver a Spike y lo encuentra desnudo en su cama en una postura bastante comprometida. Cuando le pregunta qué le está pasando, él le dice que está haciendo flexiones. Mientras habla, Buffy se desliza por detrás de él y empieza a morderle la oreja y a hacerle cosquillas. Xander se va con la sensación de que le toma el pelo. Cuando la pareja se queda sola, Spike le dice a Buffy que con su nueva forma puede ir a donde quiera y hacer lo que quiera a quien quiera. Dice que la única razón por la que está allí es porque no está y que por primera vez se siente libre de todo, libre de la vida. Spike dice que estar libre de la vida es estar muerto. Buffy vuelve a ponerse cariñosa pero Spike la hace marcharse.
Al regresar a casa se presenta ante Dawn, bromeando sobre su invisibilidad, pero su hermana solo se molesta al ver esto como otra demostración de lo poco que vale a los ojos de su hermana mayor por lo que se retira. Buffy oye el contestador con el mensaje de sus amigos donde le advierten que a la larga lo que le ocurre es mortal, pero a ella no parece importarle morir.
Tras la investigación Willow llega hasta la casa de Warren, pero ellos se han vuelto invisibles y la atrapan sin problemas. Jonathan (Danny Strong) llama a Buffy para decirle que tienen a Willow secuestrada. Buffy tiene que pelear con el trío, que también es invisible, en los recreativos. Willow consigue volverlos visibles de nuevo. Los reconoce, salvo a Andrew (Tom Lenk), que le habla de su hermano. Acaban huyendo y Willow felicita a Buffy por su nuevo peinado. Por primera vez desde que volvió a la vida no quiere volver a morir.

## Reparto

### Personajes principales
- Sarah Michelle Gellar como Buffy Summers.
- Nicholas Brendon como Xander Harris.
- Alyson Hannigan como Willow Rosenberg.
- Emma Caulfield como Anya Jenkins.
- Michelle Trachtenberg como Dawn Summers.
- James Marsters como Spike.

### Apariciones especiales
- Danny Strong como Jonathan Levinson.
- Adam Busch como Warren Mears.
- Tom Lenk como Andrew Wells.

### Personajes secundarios
- Daniel Hagen como Frank.
- Susan Ruttan como Doris Kroeger.
- Jessa French como Cleo.
- Kelly Parver como Chica en el parque.
- Jeffrey Jacquin como Hombre metro.
- Dwight Bacquie como Guardia de seguridad.
- Lyndon Smith como Niño pequeño.
- Melinda Webberley como Niña pequeña.
- Elin Hampton como Compañero de trabajo.
- Francesca Holland como Peluquera.

## Producción
Sarah Michelle Gellar pidió que se le cortara el pelo y por esto hicieron de esto un tema central en el episodio.[cita requerida]

### Título
Tres episodios consecutivos de la sexta temporada son sinónimos en inglés de EE. UU. para definir estados de embriaguez. Smashed - muy bebido, Wrecked - bebido o intoxicado, y Gone - en argot: denota un estado de ausencia como cuando se toman drogas, por ejemplo, «ido».

### Música
- Trespassers William - «I Know»

## Continuidad
Aquí se presentan los hechos que o bien influyen en la sexta temporada exclusivamente, o bien que viniendo de episodios anteriores influyen en este. Y por último, acontecimientos que ocurren en este episodio que influyen en las demás temporadas o en alguna otra temporada.

### Para la sexta temporada
- Buffy abandona el edificio de Servicios Sociales silbando «Going Through the Motions», canción que cantó en Once More, with Feeling.
- Spike se pregunta sobre la relación que mantiene con Buffy, algo que le hará emprender una búsqueda al final de la temporada.

### Para todas o las demás temporadas
- Xander pregunta a Buffy si «se sintió ignorada» últimamente al saber que es invisible. Esto es una referencia al episodio Out of Mind, Out of Sight episodio de la primera temporada en el que una estudiante del instituto Sunnydale se vuelve invisible porque Cordelia y las suyas no paran de ignorarla.
- Andrew menciona a su hermano cuando parece que nadie le conoce. Su hermano fue el que invocó a unos perros salvajes para arruinar el baile de fin de curso en la tercera temporada.